# 샬트르성바오르수녀원코미넷관
샬트르성바오르수녀원코미넷관(샬트르聖바오르修女院코미넷관)은 대구광역시 중구 남산동에 있는 일제강점기의 건축물이다. 1990년 12월 15일 대구광역시의 문화재자료 제24호로 지정되었다.

## 개요
1915년 안세화 주교가 로버트 신부의 도움을 받아 지은 수녀원이다.
1912년 안세화 주교는 로버트 신부를 도우면서 프랑스 성바오로 수녀회에 고아와 노인을 돌보고 의료사업을 담당할 수녀의 파견을 요청하였다. 1914년 수녀의 파견이 결정되자 수녀원 건축에 착수하여 다음해인 1915년 코미넷관의 준공과 함께 대구 샬트르 성바오로 수녀원이 건립되었다. 건물터는 대구 국채보상운동의 주역이었던 천주교 신자 서상돈이 기증하였고, 건물 설계는 로버트 신부가 하였으며, 건축공사는 중국인들이 담당하였다.
로마네스크 양식과 고딕 양식에 가까운 서양식의 건물로, 서양의 건축 양식과 함께 벽돌 쌓아올리는 기법을 소개한 의의를 지닌다. 또한 대구 천주교 역사와 건축의 변천사를 담고 있는 건물로, 지금까지도 당시의 모습을 잘 유지하고 있다.

## 참고 자료
- 샬트르성바오르수녀원코미넷관 - 국가유산청 국가유산포털